# Tržič
Tržič () je mesto z okoli 3.800 prebivalci na skrajnem severu Gorenjske. Je središče občine Tržič. Leži na sotočju Tržiške Bistrice in Mošenika ob južnem vznožju Karavank. 

## Zgodovina
Naselje se je že v rimskih časih nahajalo poleg Ljubelja ob poti med Virunum na Gosposvetskem polju in Emono. To naselje, takrat imenovano Forum in Lubelino (dobesedno Ljubeljski trg), je zasul plaz. Prebivalci so se umaknili nižje v dolino in na mestu sedanjega Tržiča ustanovili naselje Neumarktl. Konec 15. stoletja je cesar Friderik III. na pobudo tedanjih lastnikov Tržiča (Lovrenca Paradajzarja z gradu Neuhaus in dedičev Janeza Lamberga z gradu Gutenberg) vasi podelil trške pravice in jo tako povzdignil v trg. S tem je Tržič pridobil pravico do tedenskega sejma, kar je pozitivno vplivalo na razvoj, saj je skozi Tržič vodila glavna prometna povezava med Trstom in Avstrijo. Naslednja prelomnica je bila leta 1811, ko je Tržič prizadel velik požar. Umrlo je 75 ljudi, uničenih je bilo 150 hiš in več kot 60 delavnic. Obnova mesta po požaru je potekala zelo počasi. Izdali so poseben predpis, ki je določal obvezno namestitev kovinskih vrat in polken, ki so postale prava evropska posebnost. Klasicistično izoblikovano zaporedje pročelij ter bistvo podobe pa je glavni trg ohranil vse do danes. Tržič lahko funkcijsko razdelimo na štiri dele:
- tržno jedro
- fužinarsko obrtniški del ob Mošeniku
- cerkveni kompleks
- južni del, kjer se že začenja največje naselje Bistrica (prehod v Bistrico pri Tržiču, ki je bila nekaj časa del naselja/mesta Tržiča), ki se je v času industrializacije preoblikoval v industrijski del, danes pa tam živi tudi večina tržiške populacije, na levem bregu Tržiške Bistrice pa se nadaljuje s Pristavo.

Mesto je od leta 1985 zavarovano kot kulturni spomenik. Posebej je podobo starega mestnega jedra zaznamoval požar leta 1811. Po požaru so izdali poseben predpis, ki je določal obvezno namestitev kovinskih vrat in polken, ki so postale prava evropska posebnost. Ohranilo pa se je tudi klasicistično izoblikovano zaporedje pročelij. Med objekte kulturne dediščine v starem mestnem jedru sodijo župnijska cerkev Marijinega oznanjenja, Mallyjeva hiša, Tržiški muzej v Zgornji Kajži in Kurnikova hiša. Med ostalimi zgradbami v mestnem jedru, ki so zanimive bodisi zaradi njihovih prebivalcev bodisi zaradi arhitekturnih posebnosti, so najznačilnejše grad Neuhaus, Devova hiša, Holzapflova hiša in fužina Germovka. 
Vse naštete stavbe imajo nekaj skupnih značilnosti, ki so se ohranile po obnovi mesta ob požaru 1811:
- portali okrašeni z rozetami z letnico izdelave in začetnicami hišnega gospodarja in božjim očesom v katerem je hišna številka ter okenski okvirji iz zelenega peraškega kamna
- kovana železna polkna in okenske mreže
- kovana železna vrata
- sušilne odprtine na strehi za sušenje kož, platna lanu in nogavic
- kovane ograje
- obcestni kamni opestniki
- srednjeveški tloris z delavnico, skladiščem in prehodno vežo v pritličju

V središču Tržiča je ohranjeno t. i. »firbc okn«, okno, ki je postavljeno izven fasadne linije in iz katerega je mogoče gledati vzdolž ceste vzporedno s hišo, ne da bi ga bilo treba odpreti.

## Znamenitosti
- cerkev Marijinega oznanjenja, župnijska cerkev
- cerkev svetega Jožefa
- Devova hiša
- Germovka - nekdanja fužina
- Dvorec Neuhaus
- Holzapflova hiša
- Kurnikova hiša
- Mallyjeva hiša
- Zgornja kajža

## Muzeji
- Tržiški muzej -
- Kurnikova hiša - hiša znanega domačega pesnika Vojteha Kurnika z znamenito črno kuhinjo in spominsko sobo.

## Znane osebnosti
- Frančiška Romana Radetzká, grofica Strassoldo-Grafenberg (1781–1854), žena avstrijskega feldmaršala češkega rodu, grofa Josefa Radetzkega; rodila se je na gradu Neuhaus in tu živela skupaj z možem in otroki do leta 1819.